# ジョージ・ケスラー
ジョージ・ケスラー（George Edward Kessler、1862年7月16日 - 1923年3月20日）は、カンザスシティ・パークシステムを立案し実現させたアメリカ合衆国の造園家、都市計画家。

## 経歴
ドイツ連邦・シュヴァルツブルク＝ルードルシュタット侯国（現在のドイツ・テューリンゲン州）のバート・フランケンハウゼンで生まれる。
父親はもとは地主であったが貿易業に失敗、新天地を求め南北戦争の終わる頃、アメリカへ渡る。最初はニューヨークに着き、その後テキサス州ダラスへと移り、綿花栽培農場の経営に着手する。しかし志半ばにして熱病に倒れ世を去る。
母親は、ジョージの将来を按じ彼をドイツに送り、造園家としての教育を受けさせることを選択する。こうしてポツダム、シャルロッテンブルクの大学で林学、植物学、造園学をそれぞれ学んだ後、イェーナ大学で土木工学を修める。
1882年にニューヨークのセントラルパークで職を得てしばらく働いた後、友人の勧めに従いカンザス近郊の鉄道会社が所有する公園の管理担当となる。と同時に鉄道沿線の住宅地開発事業に携わる。設計した住宅地は、小公園を適時設けてランドスケープ計画を盛り込んだ美しい宅地デザインで、高い評価を受ける。このことが公園委員会に評価されて、以後事務局長兼ランドスケープアーキテクトとして起用され、カンザスを次々と緑の都にしていった。
またカンザスシティのほかダラス、デンバー、メンフィスなど中西部の都市計画にも関与していく。カンザス・シティの成功で、新しい職能である都市計画家の出現を促したとされる。

## ケスラーの計画の特色
ケスラーの計画は、地形、水系等の自然条件を生かすことを基本とし、工業地帯と住宅地を分離し、前者は、ミズーリ川沿いの低地、後者はその後背地の台地上とし、貯水池のある台地上の地域、景勝地等は、公園及び保存地に、これらの緑地を広幅員街路により結び、良好な市街地開発の計画的誘導を図るものとした。
主要なブールバール、パセオ（友好都市メキシコシティのPaceoにちなんでつけられた）の計画後（1914年）からカンザス・シティ、パークシステムの本質が市街地開発事業にあり、ブールバールは住宅地の幹線街路として標準幅員は100フィート（約30m）にしている。このうち、車道が12m、両側に9mの緑地帯を設け、合計で6列の並木により構成していた。なおパークウェイは、谷間の水系にそって景観道路として計画され、幅員構成が30ないし300mと変化にとんでおり、雨水排水系としての機能をも有していた。
また、ケスラーはディテールに至るまで緻密な設計を行った。パセオの交差点には矩形の中央分離帯を設け、それぞれに噴水広場、沈床花壇、パーゴラ等を配置した。当時は1893年のシカゴ博覧会の影響を受け、古典主義が復興しており、ヨーロッパにおいて伝統的な造園教育を受けたケスラーの力量が発揮されたことになる。

## 日本への影響
大正5年（1916年）に片岡安が『現代都市之研究』でカンザス・シティのパークシステムを紹介。公園と街路を一つの系統で緑のマトリックスとして計画的に整備する考え方を都市の理想として述べられているが、とくに日本の造園の大家である折下吉延、本多静六、上原敬二などが注目し相次いでカンザスシティを訪れる。その後の出現する帝都復興計画での公園事業、昭和初期からの大緑地計画論などに大きな影響がみられる。